# Groff (langage)
Pour les articles homonymes, voir Groff.
Groff (GNU roff) est un langage de formatage de texte « Wysiwym », dérivé de roff et de troff, équivalent à LaTeX. Logiciel libre, il fait partie du projet GNU.

## Description
Tout comme LaTeX, groff est un langage de formatage de texte par balises. Cependant, il est réputé pour moins alourdir les textes que LaTeX.
Dans les systèmes à base Unix, il est utilisé pour la composition des pages de manuel.

### Macros
Groff utilise des macros pour compléter ses commandes primitives (comme LaTeX ou MediaWiki). Parmi ses ensembles de macros, on peut citer :
- ms : boîte à outils généraliste, notamment utilisée par Bells Labs pour leurs publications internes.
- mom : conçu plus particulièrement pour les documents relatifs aux humanités.
- me : boîte à outils dédiée aux documents universitaires.
- mm : boîte à outils pour rédiger des lettres, rapports techniques...
- man : conçu spécialement pour les pages de manuel.

## Historique
Pour un article plus général, voir roff.
1. ↑  (en) Bertrand Garrigues (d), « Groff version 1.23.0 », 7 juillet 2023 (consulté le 2 août 2023)
2. ↑  « https://lists.gnu.org/archive/html/groff/2018-02/msg00009.html »
3. ↑  « https://lists.gnu.org/archive/html/groff/2018-03/msg00092.html »
4. ↑  « https://lists.gnu.org/archive/html/groff/2018-11/msg00001.html »
5. ↑  « https://lists.gnu.org/archive/html/groff/2018-11/msg00091.html »
6. ↑  « https://lists.gnu.org/archive/html/groff/2018-12/msg00212.html »
7. ↑  « Release Candidate 1.23.0.rc1 », 12 novembre 2020
8. ↑  « groff 1.23.0.rc2 available for testing », 4 février 2023